# Воздушный корабль (роман)
«Воздушный корабль» — фантастический роман известного русского и советского писателя-фантаста Александра Беляева, опубликован в 1935 году. Посвящён дирижаблестроению и во многом основан на идеях Циолковского.

## История
Роман был впервые опубликован в журнале «Вокруг света» (1934, № 10—12, 1935, № 1—6).

## Сюжет
Энтузиаст безмоторного воздухоплавания Сузи решает исследовать с помощью дирижабля высотные воздушные потоки, которые бы помогли транспортировать грузы по СССР с юга на север и обратно. Ему удаётся заинтересовать в экспедиции профессора-аэролога Власова, и в результате для неё предоставляют первый субстратосферный дирижабль «Альфа», построенный в Тушине. Пятеро смельчаков собираются найти воздушные течения, которые бы обеспечили перелёт дирижабля по маршруту Кушка — Северный полюс — Ташкент. Дирижабль отправляется от самой южной точки страны в поиске северных течений, исследуя их характер. Однако во время циклона, в который попала «Альфа», происходит что-то необъяснимое, дирижабль теряет управление, а команда едва не погибает в результате ужасной качки. Воздухоплавателей относит далеко на юго-восток в пустыню Гоби, где им удаётся спасти итальянского археолога, пытавшегося повторить путь Марко Поло, и его ценную коллекцию. Постепенно, однако, полёт налаживается и выясняется, что катастрофа была вызвана пролётом вблизи «Альфы» реактивного дирижабля «Ураган». «Альфа» находит постоянное северное воздушное течение, которое приносит её к Северному полюсу. Вскоре дирижабль успешно возвращается на юг в Ташкент, где его встречают восторженные жители.

### Особенности сюжета
- Власов взял на дирижабль дрозофил, «чтобы наблюдать, как влияют космические лучи на мутацию.» Интересно описание, данное автором: «… весело перелетали и суетились крупные мухи-дрозофилы.» Очевидно Беляев знал о широком использовании дрозофил в генетических исследованиях, но видеть их ему не приходилось, так как на самом деле эти мушки не превышают 2—3 мм.

## Персонажи
- Махтум Ханмурадов — туркменский воздухоплаватель
- Борис Михайлович (Буся) Шкляр — авиатор, заместитель главного инженера «Дирижаблестроения»
- Сузи — авиатор
- Власов — профессор-аэролог, руководитель экспедиции
- Женя Лаврова — радистка на дирижабле Альфа
- Альфредо Бачелли — итальянский археолог
- Сун — китайский мальчик, помощник Бачелли